# Viertelgeviertstrich
Ein Viertelgeviertstrich (‐), auch Kurzstrich, ist in der Typografie ein kurzer waagerechter Strich. In der Rechtschreibung kann er verschiedenen Zwecken dienen, vor allem als Bindestrich (in Wörtern wie S-Bahn), als Trennstrich für die Worttrennung am Zeilenende oder als Ergänzungsstrich (z. B. in Ober- und Unterhaus). Die Bezeichnung Viertelgeviertstrich stammt aus der Zeit des Bleisatzes. Die Bleilettern, mit denen diese kurzen Striche gedruckt wurden, hatten die Breite (Dickte) eines Viertelgevierts. Die Striche selbst waren und sind in der Länge und Dicke variabel, abhängig von der Schriftart.
Divis (Betonung auf der zweiten Silbe) ist eine andere Bezeichnung der Setzersprache für diese kurzen Striche, die allerdings nicht genau dieselbe Bedeutung hat. In den meisten gebrochenen Schriften (zum Beispiel Fraktur) haben Binde- und Trennstriche die Form eines schräg aufsteigenden Doppelstrichs. Diese sogenannten Doppelbindestriche werden ebenfalls zu den Divisen gezählt, aber wegen ihrer abweichenden Gestalt nicht zu den Viertelgeviertstrichen.
Auf der Schreibmaschine, bei der alle Zeichen dieselbe Breite haben, wurden der kurze Viertelgeviertstrich (für das Divis) und der Halbgeviertstrich (für den Gedankenstrich), aber auch das Minuszeichen durch ein gemeinsames Zeichen ersetzt: das sogenannte Bindestrich-Minus. Dieses „Kompromiss-Zeichen“ zeigte einen etwas breiteren Strich als der typische Viertelgeviertstrich. Auch auf der Computer-Tastatur wird mit der „Bindestrich-Taste“ ein Bindestrich-Minus erzeugt.
Mit dem computergestützten zeichenbasierten Schriftsatz entstand dann die Situation, dass sowohl ein (laut Normung breiterer) „Schreibmaschinen-Bindestrich“ als auch ein (schmalerer) „Bleisatz-Bindestrich“ gesetzt werden konnte, zwei technisch unterschiedliche Zeichen (unabhängig von der Zeichenform). Während dieser Umstand in den Anfängen des DTP mitunter zu Problemen, aber auch hitzigen Diskussionen unter Typografen führte, geben heutige Satz-Schriften meistens bei beiden Zeichenpositionen denselben kurzen Viertelgeviertstrich wieder.

## Verwendung

### Bindestrich
Der Bindestrich ist ein Zeichen, das beim Schreiben entweder zur Verbindung oder zur übersichtlichen Gliederung von Wörtern verwendet wird. Bei der Reform der deutschen Rechtschreibung von 1996 gab es auch einige Neuerungen zur Schreibung mit Bindestrich.

#### Zum Begriff
Der Begriff Bindestrich wird vorwiegend im Bereich der Rechtschreibung verwendet. Die Bezeichnung bezieht sich auf die Funktion des Bindestrichs, in zusammengesetzten Wörtern wie x-Achse die Teile des Kompositums miteinander zu verbinden.
Der sogenannte Ergänzungsstrich in Konstruktionen wie Ein- und Ausgang (= Eingang und Ausgang) wird oft als Bindestrich interpretiert und auch als „Ergänzungsbindestrich“ bezeichnet. Mitunter werden die Begriffe Ergänzungsstrich und Ergänzungsbindestrich sogar wie Synonyme behandelt. Es gibt aber auch Ergänzungsstriche, bei denen eine Interpretation als Bindestrich nicht möglich ist. Deshalb wird dieses Thema separat im Abschnitt Ergänzungsstrich behandelt.
Im Bereich Typografie werden jene Zeichen, mit denen Bindestriche dargestellt werden, ebenfalls oft als „Bindestrich“ bezeichnet. Dieser eher laienhafte Sprachgebrauch hat mehrere Nachteile. Zum einen haben die typografischen Zeichen streng genommen nichts mit der Funktion als Bindestrich zu tun – dieselben Striche können auch anderen Zwecken dienen. Zum anderen gibt es in der Typografie verschiedene Zeichen für den Bindestrich: Divis und Bindestrich-Minus. Siehe dazu die Abschnitte Entwicklung der Typografie und Umsetzung in Computersystemen.
Das englische Wort hyphen kann sowohl „Bindestrich“ als auch „Trennstrich“ bedeuten. Im Deutschen wird das englische Fremdwort Hyphen vor allem für das Unicode-Zeichen verwendet, das dem Divis entspricht. Das Zeichen Bindestrich-Minus heißt im Englischen hyphen-minus.

#### Fälle, in denen der Bindestrich gesetzt werden muss
In diesen Fällen sehen die Regeln die Schreibweise mit Bindestrich vor:
1. Zusammensetzungen mit Abkürzungen, Einzelbuchstaben und Ziffern wie  -  Kfz-Brief
  -  Dipl.-Ing.
  -  H-Milch
  -  i-Punkt
  -  100-prozentig
  -  15°-Meridian
Verbindungen mit Suffixen werden dagegen nur dann abgetrennt, wenn es sich um eine Zusammensetzung mit einem Einzelbuchstaben handelt, also zum Beispiel der x-te, aber 32stel und DGBler. Das Suffix -fach darf auch als eigenständiges Wort aufgefasst werden. Wird das Wort nach einer Verbindung aus Ziffern und Suffix fortgesetzt, tritt dort ein Bindestrich ein, zum Beispiel 24er-Gruppe. In Verbindung mit „Jahr“ ist die Schreibweise mit oder ohne Bindestrich wählbar (20er Jahre oder 20er-Jahre).
2. Substantivisch gebrauchte Wortgruppen wie  -  das Entweder-oder
  -  das Auf-die-lange-Bank-Schieben
Ausgenommen davon sind übersichtliche Zusammensetzungen mit Infinitiv wie das Autofahren oder das Inkrafttreten. Regulär gebildete Substantive (Komposita) fallen unabhängig von ihrer Länge nicht unter diese Regel, sondern werden zusammengeschrieben.
3. Zusammensetzungen aus gleichrangigen, nebengeordneten Adjektiven wie  -  deutsch-polnische Grenze
  -  manisch-depressives Verhalten
 Als übersichtlich gelten dagegen kurze Zusammensetzungen wie süßsauer, insbesondere Farbkombinationen wie schwarzweiß. Nicht gleichrangig sind Adjektive, wenn der erste Bestandteil den zweiten näher bestimmt oder lediglich verstärkende Funktion hat, zum Beispiel bei bitterkalt.
4. Übergeordnete Zusammensetzungen, die einen Bestandteil mit Bindestrich enthalten, müssen ebenfalls mit Bindestrich gekoppelt werden, zum Beispiel  -  S-Bahn-Wagen
  -  S-Kurven-reich
5. Bei Zusammensetzungen mit Wortgruppen muss durchgekoppelt werden. Leerzeichen (oder Kommata bei Aufzählungen) müssen also durch Bindestriche ersetzt werden, zum Beispiel  -  Kopf-an-Kopf-Rennen
  -  3-Zimmer-Wohnung
  -  Hals-Nasen-Ohren-Arzt
  -  Service-Center-Mitarbeiterin
 Das gilt auch für Zusammensetzungen mit mehrteiligen Eigennamen wie Karl-Marx-Straße, selbst dann, wenn lediglich ein Suffix angefügt wird (zum Beispiel die sankt-gallischen Klosterschätze). Nur beim Suffix -er kann das Leerzeichen erhalten bleiben, zum Beispiel New Yorker statt New-Yorker.
6. Zusammensetzungen mit Eigennamen als hinterem Bestandteil wie  -  Frau Müller-Weber
  -  die Bäcker-Anna
  -  Möbel-Schmidt (laut Regelwerk; viele Firmen mit einem solchen Namen schreiben diesen jedoch mit Leerzeichen statt Bindestrich)
  -  Meier‑Oldenburg (für: Meier aus Oldenburg)
7. sowie Zusammensetzungen gleichberechtigter Eigennamen im Falle von Länder- oder Städtefusionen:  -  Rheinland-Pfalz
  -  Neukirchen-Vluyn
 Ortsbezeichnungen mit Sankt und Bad werden abweichend davon getrennt geschrieben. Die Kombination von Vor- und Nachname gilt nicht als Zusammensetzung. Zusammensetzungen, die als Ganzes Eigennamen sind, folgen nicht unbedingt der regulären Rechtschreibung.
Wenn nur der vordere Bestandteil einer Zusammensetzung ein Eigenname ist, wird zusammengeschrieben (zum Beispiel Nildelta), außer wenn der Name besonders hervorgehoben werden soll oder wegen anderer Regeln durch einen Bindestrich abzutrennen ist. Nachgestellte Substantive, die nähere Bestimmungen zu einem geografischen Eigennamen sind, können mit Bindestrich oder getrennt geschrieben werden (München-Ost oder München Ost).
8. Aus dem Englischen stammende Substantivierungen aus Verb plus Adverb wie  -  Make-up
  -  Stand-by
 Sofern die Lesbarkeit nicht leidet, ist hier auch Zusammenschreibung zulässig, zum Beispiel Standby.

#### Fälle, in denen der Bindestrich freigestellt ist

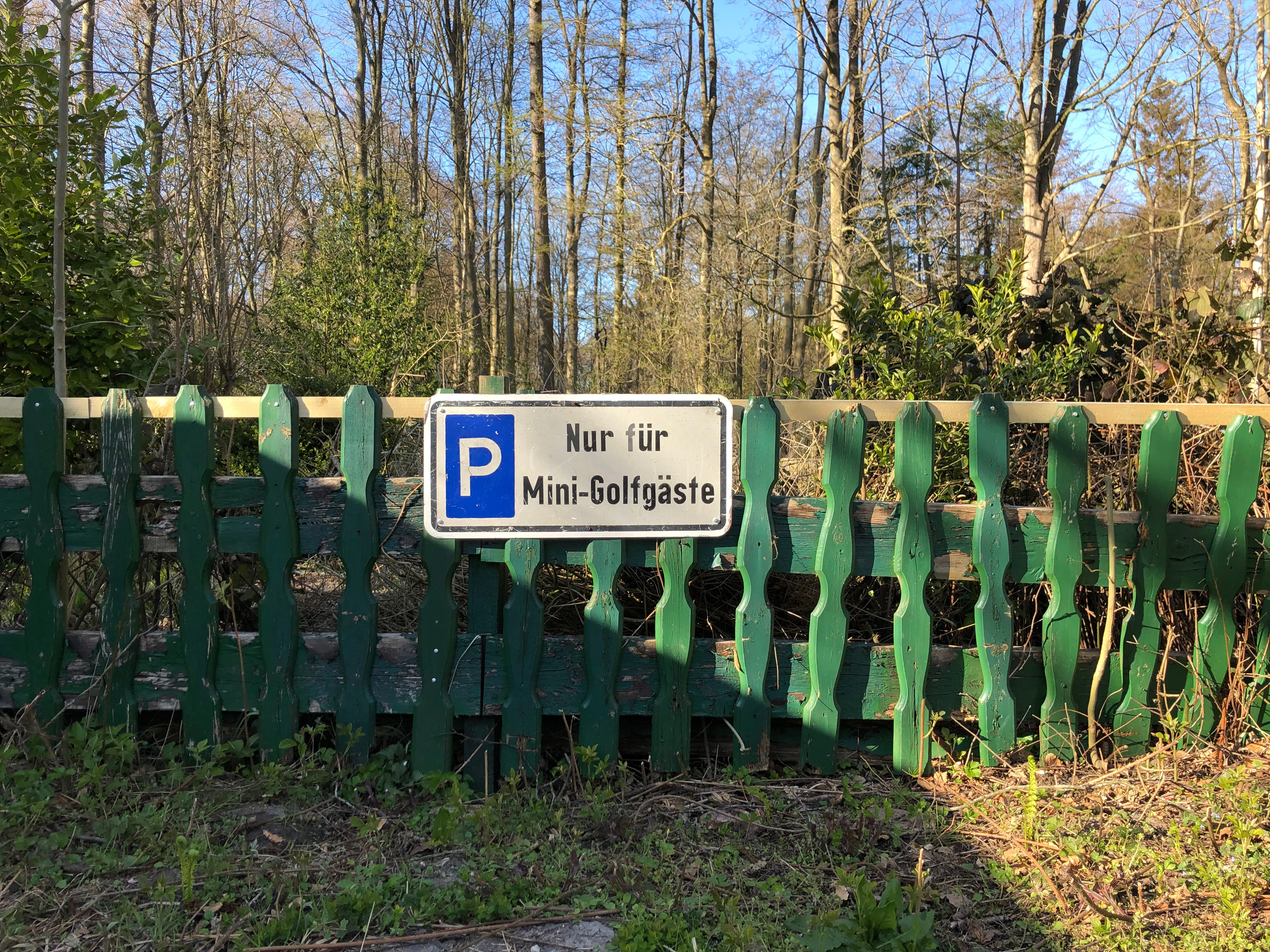
Kein Parkplatz für Kinder von Zwergen: Kein Bindestrich oder zwei

In diesen Fällen bleibt es dem Schreiber überlassen, ob er mit Bindestrich schreiben will:
1. Wörter, bei denen ein Bindestrich das richtige Verständnis erleichtert  -  Druck-Erzeugnis bzw. Drucker-Zeugnis anstelle von unklarem Druckerzeugnis
2. Wörter, bei denen das Zusammentreffen bestimmter Buchstaben an den Fugen den Lesefluss stört, zum Beispiel  -  re-integrieren
  -  Lebens-Au[6]
  -  Ur-Instinkt
3. Wörter, die aufgrund ihrer Länge oder Komplexität nicht mehr schnell erfasst werden können, wie  -  Arbeiter-Unfallversicherungsgesetz
  -  Ultraschall-Messgerät
 Der Bindestrich sollte dabei (zunächst) an der Fuge höchster Ordnung gesetzt werden.
4. Beim Zusammentreffen von drei gleichen Buchstaben, zum Beispiel  -  Schluss-Stein neben Schlussstein (vgl. unreformiert: Schlußstein)
  -  Tee-Ernte neben Teeernte
5. Aus fremden Sprachen stammende Zusammensetzungen aus zwei Substantiven wie  -  Midlife-Crisis neben Midlifecrisis
  -  Science-Fiction neben Sciencefiction
6. Hervorhebung von Wortbestandteilen als Stilmittel  -  Soll-Stärke
  -  Nach-Denken
  -  be-greifen
  -  zer-zählt[7]

#### Problematische und falsche Schreibweisen

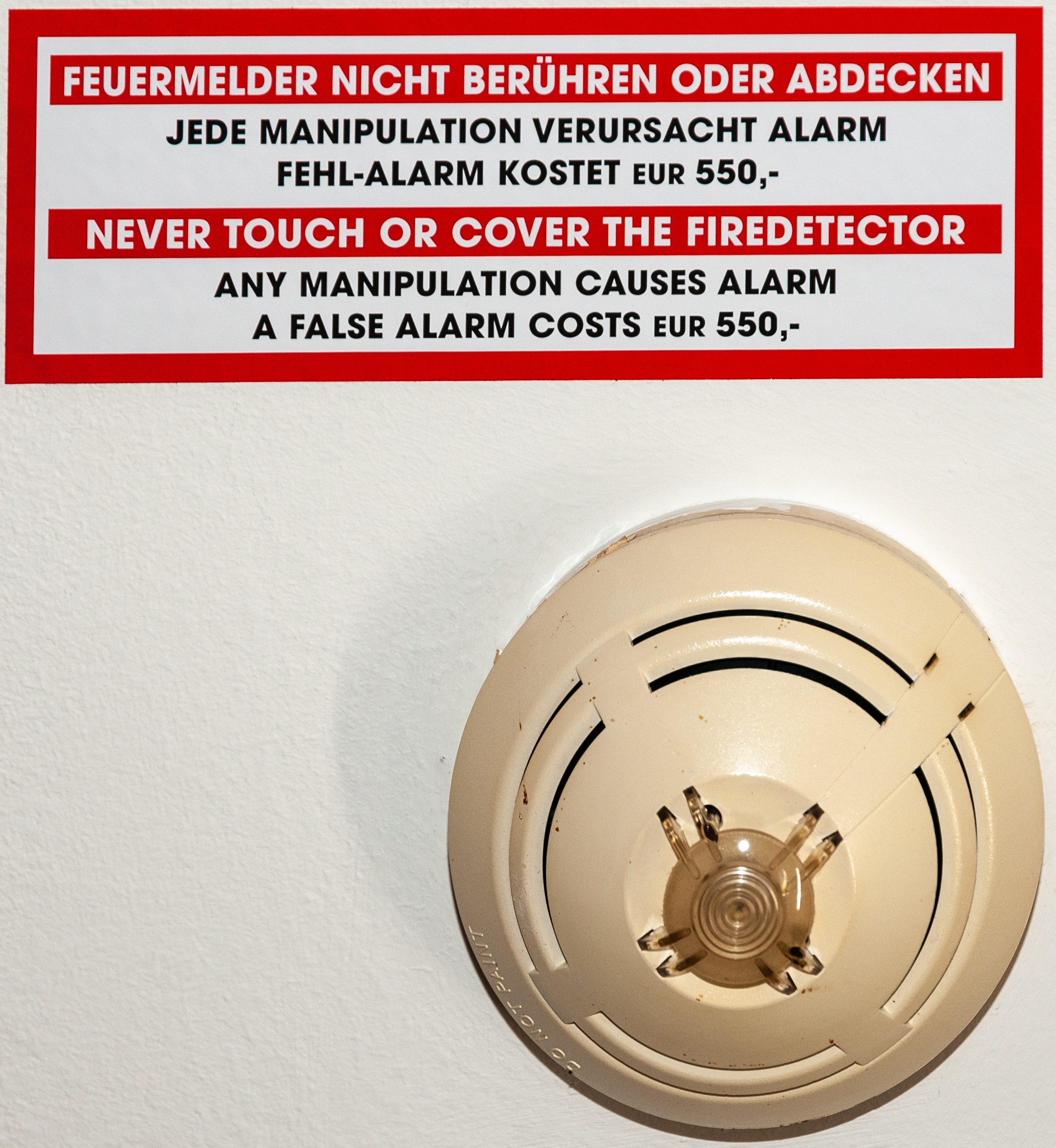
Unnötiger Bindestrich: Fehl-Alarm statt üblicherweise Fehlalarm (Hinweistext an einem Rauchmelder)

Kurze, gut lesbare Zusammensetzungen wie Golfplatz werden ohne Bindestrich geschrieben. Ein Bindestrich ist nur für den Fall vorgesehen, dass das zusammengesetzte Wort ohne Bindestrich zu unübersichtlich wäre. Die Grenze zwischen „gut lesbar“ und „schlecht lesbar“ ist jedoch nicht allgemeingültig zu bestimmen. Die Schreibweise Golf-Platz ist deshalb nicht falsch, aber stilistisch schlecht. Bastian Sick führt in seiner sprachkritischen Kolumne Zwiebelfisch neben Golf-Platz auch Atom-Krieg, Ausnahme-Zustand, Partei-Tag, Spar-Plan und Seh-Test als Beispiele an. Umgangssprachlich werden unnötige Bindestriche dieser Art als Deppenbindestriche bezeichnet, vergleichbar mit dem „Deppenapostroph“. In der Leichten Sprache ist die Verwendung des Bindestrichs in zusammengesetzten Wörtern jedoch ausdrücklich vorgesehen und soll das Verständnis dieser Wörter erleichtern.
Die Schreibweise mit Leerzeichen („Kräuter Lexikon“) ist hingegen immer falsch und kann sogar die Bedeutung verfälschen (siehe Leerzeichen in Komposita). Sie wird aber dennoch in bestimmten Bereichen verwendet, etwa auf Produktverpackungen („Gulasch Suppe“) oder in Buch- und Filmtiteln (Die Bourne Verschwörung). Ungeachtet ihrer Verbreitung ist eine solche Schreibweise standardsprachlich nicht korrekt und wird abwertend als Deppenleerzeichen bezeichnet. Diese falsche Schreibweise greift jedoch in den 2020er Jahren massiv um sich, so dass sie nicht nur in den Fernsehnachrichten verwendet wird, sondern auch dauerhaft an Gebäuden, auf Informationstafeln oder im Internet erscheint, Beispiel Humboldt Forum. In dieser Schreibung hat jedes Wort seine eigene Bedeutung; es liegt hier also eine grammatisch unverständliche Folge zweier Wörter vor. Im neuesten Duden – dem „Hüter der deutschen Sprache“ – wird der Bindestrich in diesen Fällen zum Kann und nicht zum Muss erklärt. Deshalb ist unklar, wie in Wikipedia damit verfahren werden soll. Der Hauptautor kann die Schreibweise mit bestimmen. Häufig wird das Lemma in der korrekten Schreibweise genannt, in Klammern dahinter heißt es dann Eigenschreibweise ohne Bindestrich.
Auch Leerzeichen vor oder nach dem Bindestrich („Kräuter - Lexikon“) sind nicht korrekt. Im Netzjargon werden falsch gesetzte Leerzeichen als „Plenks“ bezeichnet.

### Trennstrich
| gleichmäßig mit Trennstrichen | ungleichmäßig ohne Trennstriche |
| --- | --- |
| Wikipedia ist ein Projekt zum Aufbau einer Enzy- klopädie aus freien Inhal- ten in allen Sprachen der Welt. Jeder kann mit sei- nem Wissen beitragen. | Wikipedia ist ein Projekt zum Aufbau einer Enzyklopädie aus freien Inhalten in allen Sprachen der Welt. Jeder kann mit seinem Wissen beitragen. |

Der Trennstrich (auch: Trennungsstrich) wird im Textsatz bei der Worttrennung am Zeilenende verwendet. Passt ein Wort nicht mehr vollständig in eine Zeile, erfolgt nach einer durch die Trennregeln bestimmten Umbruchstelle und einem Trennstrich der Zeilenwechsel. Dies erfolgt aus ökonomischen Gründen (bessere Platzausnutzung) und aus ästhetischen Gründen (die Seite oder Spalte wird gleichmäßiger gefüllt).
Zur Umsetzung in der Textverarbeitung siehe weiter unten.

### Ergänzungsstrich
Der Ergänzungsstrich wird unter anderem in zusammengesetzten oder abgeleiteten Wörtern anstelle eines gemeinsamen Bestandteils gesetzt. Bei dieser Verwendung wird der Ergänzungsstrich genauer als Ergänzungsbindestrich bezeichnet.
Beispiele:
- Haupt- und Nebeneingang
- Verkehrslenkung und ‑überwachung
- Schüler/‑innen
- Werkzeugmaschinen-Import- und ‑Exportgeschäfte, Sonnenauf- und ‑untergang

Erlaubt ist auch:
- Laserstrahlschmelz-, ‑brenn- und ‑sublimierschneiden, also die Ergänzung vor und hinter dem Wortbestandteil.

Auch in gedruckten Telefonverzeichnissen werden Ergänzungsstriche verwendet. Hier dienen sie als Abkürzung für den häufig verwendeten Adressbestandteil ‑straße bzw. Straße. Adressbestandteile wie ‑weg, ‑platz usw. werden nicht abgekürzt. Darüber hinaus wird dabei ein Geviertstrich zur Ergänzung des Familiennamens verwendet.
Beispiel:
- Müller Achim Frankfurter-56 
 — Eva Frankfurter-61
 — Hermann Hochwald-20
 — Willi Bierweg 4 (ohne Leerzeichen)
 (statt: Frankfurter Straße 61)
 (statt: Hochwaldstraße 20)
 (zur eindeutigen Unterscheidung ausgeschrieben)

Der Ergänzungsstrich wird auch als Auslassungsstrich bezeichnet. Es gibt aber noch andere Formen des Auslassungsstrichs. Zur Anzeige von Auslassungen ganzer Wörter oder Textstücke werden längere Striche verwendet (Halbgeviertstrich, manchmal auch Geviertstrich).

### Weitere Funktionen
- Bei der Monatsnummerierung von Zeitschriften (also z. B. 2017-11 bzw. 11-2017 für November 2017) ist der Viertelgeviertstrich zu verwenden.
- Zur Einsparung von zu wiederholenden übergeordneten Stichwörtern in Listen: siehe Unterführungszeichen

## Entwicklung der Typografie

### Bleisatz

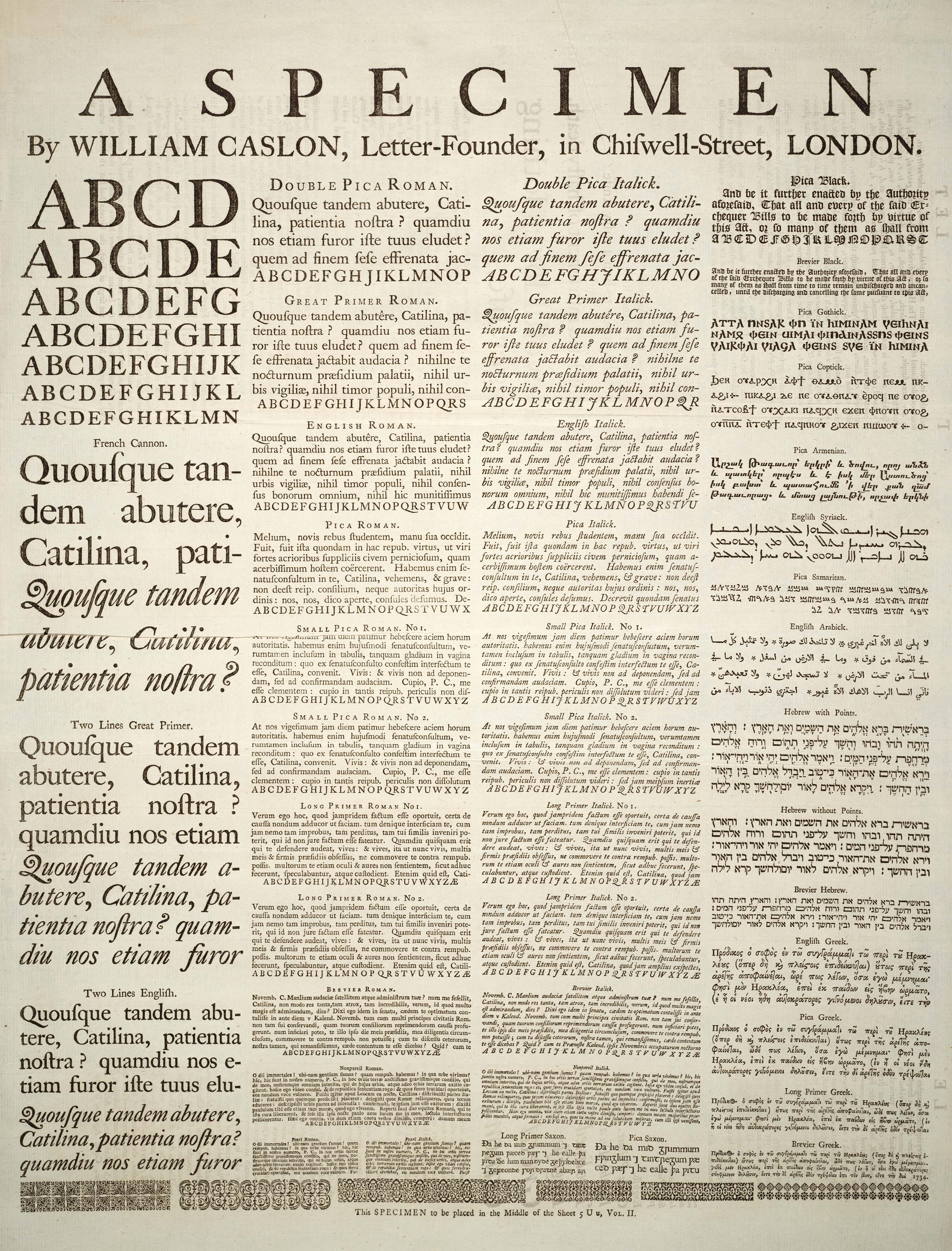
Auf diesem Musterblatt mit Blindtext in verschiedenen Schriftarten erkennt man bei starker Vergrößerung (mehrmals auf das Bild klicken), dass Viertelgeviertstriche schon im Bleisatz keine einheitliche Länge hatten.

In der Zeit des Bleisatzes waren Bindestriche und Trennstriche für den Schriftsetzer bzw. Maschinensetzer dasselbe Schriftzeichen. Setzer und Drucker nannten dieses Zeichen Viertelgeviertstrich (falls es sich um einen kurzen waagerechten Strich handelte) oder allgemeiner Divis (ein Divis kann auch eine andere Gestalt haben, siehe unten).
Die Bezeichnung Viertelgeviertstrich bedeutet nicht, dass die kurzen waagerechten Striche genau ein Viertelgeviert lang gewesen wären. Vielmehr war ein Viertelgeviert ungefähr die Breite (Dickte) der Bleiletter für dieses Zeichen. Überdies war das Geviert kein Maß für die Schrifthöhe, sondern der Mindestabstand zwischen zwei Textzeilen. Daraus ergibt sich indirekt ein grobes Längenmaß für den Viertelgeviertstrich im Sinne von „kurzer waagerechter Strich“.
Beim Vergleich verschiedener Schriftarten zeigt sich, dass die Länge der Striche im Verhältnis zu den anderen Schriftzeichen nicht einheitlich war, genauso wenig wie ihre Dicke und ihre Höhe über der Grundlinie. In der Abbildung rechts sind zum Beispiel die beiden Bindestriche in der zweiten Zeile der Überschrift sehr kurz und eher kräftig. In der Schriftart French Cannon (erste Spalte) sind die Trennstriche länger und dünner.
Die Bezeichnung Divis (von lateinisch dividere „teilen“ bzw. divisum „geteilt“) bezieht sich auf die Funktion des Zeichens als Bindestrich oder Trennstrich im Text (auch der Bindestrich „teilt“ ein Wort auf, ebenso wie der Trennstrich). Deshalb zählen auch die schrägen Doppelbindestriche – die Bindestriche und Trennstriche der gebrochenen Schriften – zu den Divisen (aber nicht zu den Viertelgeviertstrichen). In der Abbildung sind in der rechten Spalte oben zwei gebrochene Schriften mit einem solchen Doppelstrich als Divis zu sehen.

### Schreibmaschine
Zusammen mit der Schreibmaschine wurde ein neues Zeichen etabliert, das heute als Bindestrich-Minus bezeichnet wird. Dieser „Tastatur-Bindestrich“ war ursprünglich etwas länger als ein durchschnittlicher Viertelgeviertstrich (Divis) und etwas kürzer als ein normaler Halbgeviertstrich und ein Minuszeichen. Das Bindestrich-Minus diente nun außerhalb des Druckgewerbes als Ersatz für diese drei speziellen Striche. Im professionellen Bereich wurden nach wie vor verschiedene Striche mit optimaler Länge gedruckt.
Für die Einführung des Bindestrich-Minus gab es zwei Gründe. Zum einen konnten mit Schreibmaschinen zunächst nur nichtproportionale Schriftarten realisiert werden, das heißt, für alle Zeichen war dieselbe Gesamtbreite inklusive Vor- und Nachbreite (siehe Abbildung bei Dickte) vorgesehen. Ein gewohnt kurzes Divis hätte einen deutlichen Abstand von den benachbarten Zeichen gehabt, insbesondere von schmalen Buchstaben (wie i oder l). Um große Lücken zwischen den Zeichen zu vermeiden, wurde der Strich länger gestaltet. So kam er als Ersatz nicht nur für das Divis, sondern auch für die beiden längeren Striche in Frage.
Damit konnte zugleich auch das zweite Ziel erreicht werden: die Einsparung von Tasten. Auf der Schreibmaschine war ohnehin nicht genug Platz für alle denkbaren Sonderzeichen und Zeichenvarianten vorhanden. Tastaturen mit weniger Tasten sind ergonomisch vorteilhaft. Die Herstellung von Schreibmaschinen mit zusätzlichen Tasten für vielfältige Sonderzeichen wäre außerdem sehr aufwendig und teuer gewesen.

### Computer
Heute wird am Computer fast immer ein Bindestrich-Minus eingegeben, wenn ein Bindestrich zu schreiben ist, weil sich das Bindestrich-Minus direkt auf der Tastatur befindet (anders als das Divis). Die Verwendung des Bindestrich-Minus ist üblich, weil
- die Orthographie zwischen den typografischen Zeichen Divis und Bindestrich-Minus nicht unterscheidet;
- nur die wenigsten den Unterschied zwischen den verschiedenen Zeichen kennen;
- auch Kenner der Typografie die Eingabe des Divis als zu umständlich empfinden oder Inkompatibilitäten in Kombination mit anderer Anwendungssoftware befürchten.

Hinzu kommt, dass der deutliche Längenunterschied zwischen Divis und Bindestrich-Minus, den es in der Schreibmaschinen-Zeit gab, heute nicht mehr die Regel ist. Am Computer ist es möglich geworden, wie in einer professionellen Druckerei Zeichen und Sonderzeichen in fast beliebiger Vielfalt und ohne nennenswerten Zusatzaufwand zu schreiben, also beispielsweise den Halbgeviertstrich zur korrekten Darstellung von Gedankenstrichen. Dadurch wurde das Bindestrich-Minus von seiner Rolle als „Kompromisslösung“ für kürzere und längere Striche befreit. In vielen Satzschriften für den Computer ist es aus diesem Grund so kurz wie ein originales Divis der Bleisatz-Zeit.
In der Regel sind bei Schriftarten für den Computer sowohl Bindestrich-Minus als auch Divis als Glyphe vorhanden – meistens mit gewissen Unterschieden, damit der Anwender gegebenenfalls die Auswahl zwischen zwei verschiedenen Strichen nutzen kann. Worin genau der Unterschied zwischen Bindestrich-Minus und Divis besteht und wie ausgeprägt die Unterschiede sind (sofern vorhanden), hängt von der Schriftart ab. Die Länge kann unterschiedlich sein, ebenso die Dicke des Strichs, manchmal auch die Höhe über der Grundlinie.
Eine allgemeine Regel, ob oder wie sich die beiden Zeichen unterscheiden sollen, gibt es nicht. In manchen Schriftarten ist gar kein Unterschied feststellbar, zum Beispiel in Arial Unicode MS. Falls es in einer Schriftart einen Längenunterschied gibt, ist meistens Bindestrich-Minus der längere Strich. Das gilt zum Beispiel für die Schriftart des Quelltextes für Wikipedia-Artikel: Bindestrich-Minus - ist hier deutlich länger als Divis ‐. Im endgültigen Fließtext des Artikels sind jedoch Bindestrich-Minus (-) und Divis (‐) beide sehr kurz; hier ist nur ein Dickenunterschied zu erkennen.

## Umsetzung in Computersystemen
Zur Darstellung eines Bindestrichs (Zeichen in der Rechtschreibung, orthografisches Zeichen) gibt es aufgrund historischer Ursachen zwei verschiedene typografische Zeichen: Divis und Bindestrich-Minus. Trennstriche werden in der heutigen Textverarbeitung automatisch erzeugt und müssen daher normalerweise nicht eigens eingegeben werden. Es gibt jedoch zwei besondere Funktionen für den Zeilenumbruch: „geschützter Bindestrich“ und „bedingter Trennstrich“.

### Bindestrich/Divis
Das eigentlich korrekte Zeichen für einen „kurzen Strich“ ist das Divis, im englischen Unicode U+2010 Hyphen (‐). Dieses typografische Zeichen wird manchmal auch als „echter Bindestrich“ oder „typografischer Bindestrich“ bezeichnet. Nach einem Bindestrich/Divis darf ein automatischer Zeilenumbruch erfolgen.
In HTML kann als namentliche Entität &hyphen; oder &dash; verwendet werden, sofern keine UTF-8-Kodierung o. Ä. verwendet wird.
Bei vielen kostenlosen Schriftarten (free fonts), insbesondere älteren, ist die Kodierung U+2010 gar nicht belegt. Seine Verwendung, besonders in der Webtypografie, bleibt deshalb problembehaftet.
Im älteren ASCII-Zeichensatz und in den Zeichensätzen der Normenfamilie ISO 8859 ist das Zeichen nicht enthalten; auch auf Computertastaturen ist es normalerweise nicht vorhanden, stattdessen wird das Bindestrich-Minus verwendet, das als gemeinsames Zeichen für Bindestrich, Gedankenstrich und Minuszeichen mit der Schreibmaschine eingeführt wurde. Der noch ältere Bleisatz kannte kein Bindestrich-Minus, hier gab es nur das Divis.

### Bindestrich-Minus
Das Bindestrich-Minus (Unicode U+002D) (-), ursprünglich und heute noch gelegentlich als Mittestrich bezeichnet, wurde auf der Schreibmaschine etabliert, um sowohl Bindestrich/Divis (‐) als auch Halbgeviertstrich (–) und Minuszeichen (−) mit derselben Taste schreiben zu können. So konnten Tasten und andere mechanische Bauteile eingespart werden. Nach einem Bindestrich-Minus darf ein automatischer Zeilenumbruch erfolgen.
Das Bindestrich-Minus wird heute von den meisten Anwendern für alle diese Striche und ihre Funktionen verwendet, da ihnen die unterschiedlichen Bedeutungen, aber auch die Methoden zur Erzeugung der anderen Striche unbekannt oder zu aufwendig sind. In einigen Schriftarten ist auch nur das Bindestrich-Minus vorhanden, aber keine Glyphe für das Divis. Je nach Verwendungszweck einer Schriftart unterscheiden sich Bindestrich-Minus und Divis visuell stark bis gar nicht.
Die Taste - liegt auf Tastaturen mit QWERTZ-Tastenbelegung zwischen der Punkt-Taste . und der rechten Umschalttaste ⇧. Auch die Minustaste im Ziffernblock von Tastaturen setzt das Bindestrich-Minus.
Für Gedankenstriche und Spiegelstriche wird häufig das Bindestrich-Minus doppelt hintereinander und ohne Leerzeichen dazwischen verwendet, was jedoch vielfach als typografische Sünde angesehen wird. Dieses Vorgehen sollte lediglich als Eingabehilfe verwendet werden, sofern dadurch eine automatische Zeichenkorrektur ausgelöst wird, die diese beiden Zeichen durch einen Halbgeviertstrich ersetzt.
Das Bindestrich-Minus hat im ASCII-Zeichensatz, in den Zeichensätzen der Normenfamilie ISO 8859 und auch in der Unicode-Kodierung UTF-8 als Hyphen-Minus den Code 2D (hexadezimal).
In der ersten deutschen Umsetzung des ASCII-Codes bzw. der ISO/R646-1967 in die DIN 66003 von 1968 heißt das Zeichen noch eindeutig „Minus“ – an elektronische „Textverarbeitung“ (und damit den Bindestrich) in Rechenmaschinen wurde damals noch weniger gedacht. Gleichwohl entstand der ASCII-Code als Abbildung der auf einer mechanischen Schreibmaschine vorhandenen Zeichen.

### Geschützter Bindestrich
Der geschützte Bindestrich (Unicode U+2011) wird verwendet, wenn nach einem Bindestrich kein automatischer Zeilenumbruch stattfinden darf. Nach einem Bindestrich/Divis oder Bindestrich-Minus darf normalerweise ein automatischer Zeilenumbruch erfolgen. Soll ein Umbruch an dieser Stelle ausgeschlossen werden, muss ein geschützter Bindestrich verwendet werden. Typische Anwendungsfälle sind Wörter wie O‑Beine oder S‑Kurve: Der geschützte Bindestrich verhindert eine Trennung, bei der nur ein einzelner Buchstabe am Ende der Zeile stehen bleiben würde.

### Bedingter Trennstrich
Das bedingte Trennstrich (Unicode U+00AD, HTML-Entitiy &shy;), auch weiches Trennzeichen genannt, gibt eine mögliche Trennstelle innerhalb eines Wortes vor, an der ein Zeilenumbruch erlaubt ist. Wenn das Wort an der Trennstelle umbrochen wird, erscheint an dieser Stelle am Zeilenende ein Trennstrich. Wird das Wort nicht umbrochen, wird kein Trennstrich dargestellt.

### Beispiel
```
│ Dies ist ein Bei
-
     │
│ spiel
-
 und            │
│ De
m
on
s
tra
t
ions
t
ext    │
│ da
f
ür, dass           │
│ ge
s
chütz
t
e            │
│ Bin
d
e
s
tri
c
he und be
-
  │
│ dingte Trenn
s
triche   │
│ ei
n
em Text den        │
│ i
-
Punkt auf
s
et
z
en, da │
│ ohne sie nicht 100
-
   │
│ pro
z
en
t
ig sau
b
er ge
-
  │
│ setz
t
e Tex
t
e ent
s
te
-
  │
│ hen.                  │
```

- -: Bindestrich-Minus
- -: geschützter Bindestrich
- -: bedingter Trennstrich
- x: Zeichen, vor dem ein wirkungsloser bedingter Trennstrich stehen könnte.

(Der Beispieltext verwendet die beschriebenen Zeichen nicht, sondern demonstriert nur ihre Wirkung.)